# Protandrena lateralis
Protandrena lateralis är en biart som beskrevs av Timberlake 1976. Protandrena lateralis ingår i släktet Protandrena och familjen grävbin. Inga underarter finns listade i Catalogue of Life.